# Schaar Izidor
Schaar Izidor (1884 – 1913) válogatott labdarúgó, fedezet.

## Pályafutása

### Klubcsapatban
Az MTK labdarúgója volt. 1904-ben és 1907–08-ban a bajnokcsapat tagja volt. Korán visszavonult és fiatalon, 29 éves korában meghalt.

### A válogatottban
1903-ban egy alkalommal szerepelt a válogatottban.

## Sikerei, díjai
- Magyar bajnokság
  - bajnok: 1904, 1907–08
  - 3.: 1903, 1905, 1906–07

## Statisztika

### Mérkőzése a válogatottban
| Magyarország | Magyarország      | Magyarország    | Magyarország | Magyarország | Magyarország | Magyarország | Magyarország | Magyarország |
| #            | Dátum             | Helyszín        | Hazai        | Eredmény     | Vendég       | Kiírás       | Gólok        | Esemény      |
| ------------ | ----------------- | --------------- | ------------ | ------------ | ------------ | ------------ | ------------ | ------------ |
| 1.           | 1903. október 11. | Bécs, WAC-pálya | Ausztria     | 4 – 2        | Magyarország | barátságos   | -            |              |
|              | Összesen          |                 |              | 1            | mérkőzés     |              | 0            | gól          |